# Rhipidura matthiae
El abanico de San Matías  (Rhipidura matthiae) es una especie de ave paseriforme de la familia Rhipiduridae.

## Distribución y hábitat
Es endémica de la isla de Mussau en las islas San Matías (Papúa Nueva Guinea).